# 帕帕哈瑙莫夸基亞國家海洋保護區
帕帕哈瑙莫夸基亞國家海洋保護區（英語：Papahānaumokuākea Marine National Monument），是一處位於西北夏威夷群島，面積達36萬平方公里、包括十個島嶼和環礁的海洋保護區。2006年6月15日成立，原名西北夏威夷群島國家海洋保護區（Northwestern Hawaiian Islands Marine National Monument），2007年改名。除了中途島外皆隸屬夏威夷州。區名是由夏威夷創造女神和其丈夫的名字合成。2016年8月保護區範圍擴大。
2010年7月30日被納入世界遺產名錄，是美國第一個自然與文化結合的雙重遺產。

## 參看
- 大堡礁
- 瓦尔德斯半岛
- 科隆群岛